# Zwenberg
Zwenberg ist ein Ort im Mölltal in Oberkärnten, und Ortschaft der Gemeinde Reißeck im Bezirk Spittal an der Drau in Kärnten.

## Geographie
Der Ort Zwenberg ist ein Weiler, nördlich von Penk und oberhalb der Tauernbahn gelegen.
Die Ortschaft stellt sich als zerstreute Häuser dar und umfasst auch die Einzellagen Grutschnig, Straggonig (vom Tal herauf) und Unter- und Obergrechenig (oberhalb von Zwenberg), zusammen etwa 20 Häuser mit um die 60 Einwohner, auf Höhen zwischen 950 und 1200 m ü. A. Diese verteilen sich am Zwenberg, der Talschulter des Kampleck (2523 m ü. A.), der ein Ausläufer des Grats der Gamolnigspitze (2788 m ü. A.) der Reißeckgruppe (Hohe Tauern) ist.
Nachbarorte
| Pfaffenberg Obergratschach (beide Gem. Obervellach) |                                             |                     |
| Gappen                                              | Kompassrose, die auf Nachbargemeinden zeigt |                     |
|                                                     | Penk                                        | Litzldorf Preisdorf |

## Geschichte und Sehenswürdigkeiten
Urkundliche Erwähnungen von Zwenberg stammen aus den Jahren 1288 (Sebeinperge), 1333 (Zewenperch) und 1506 (Zwenberg). Der Name leitet sich aus dem slowenischen Wort Sebena ab.
Am Zwenberg befindet sich die Zwenberger Marienkapelle. Diese kleine Wegkapelle wurde etwa um 1825 von Zwenberger Bauern errichtet.

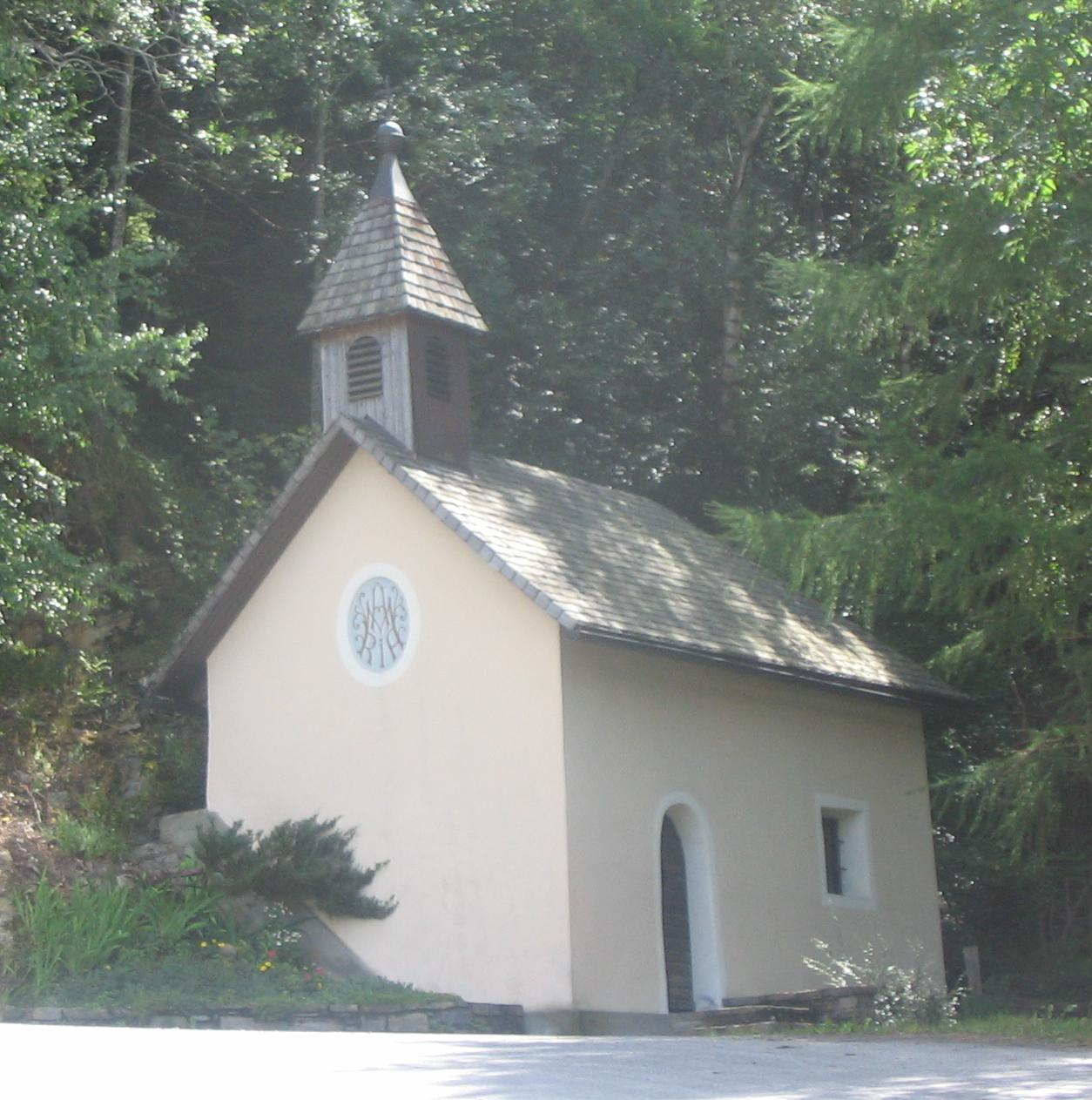
Die Zwenberger Marienkapelle
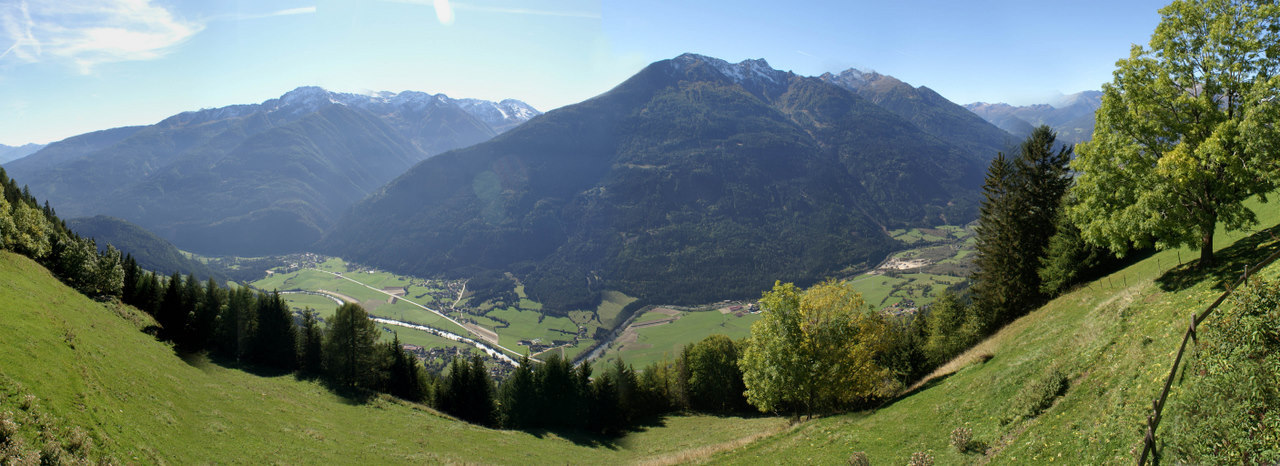
Blick ins Mölltal vom Zwenberg aus ca. 1300 m Höhe
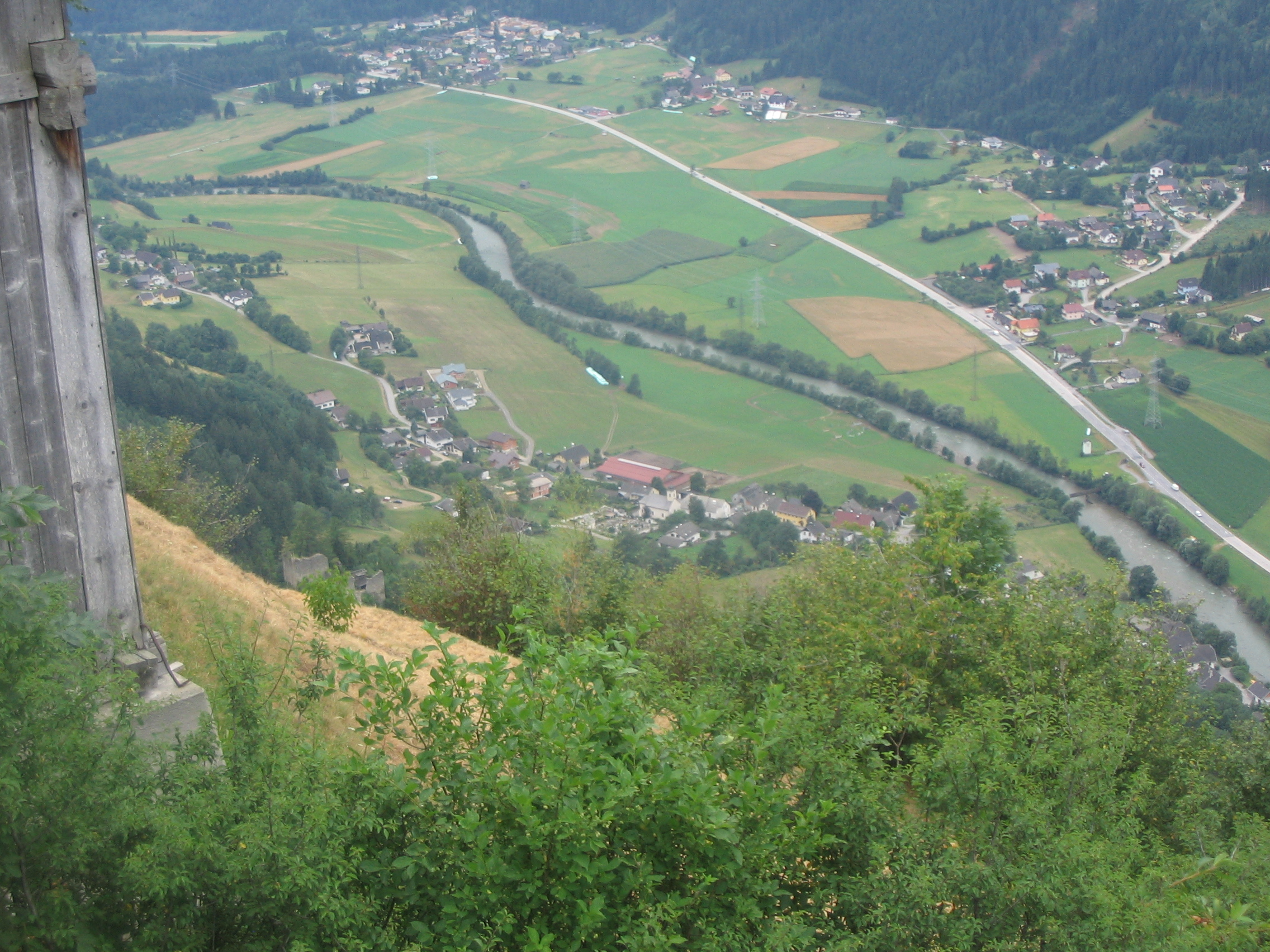
Blick Mölltal auf Penk, Kohlstatt und Napplach

In das Zwenberger Tal führt eine schöne Wanderroute, doch ist der Talschluss unwegsam.